# Tephrina tsekubia
Tephrina tsekubia là một loài bướm đêm trong họ Geometridae.